# Tankette
En tankette er en type af let bevæbnede og let pansrede bæltekøretøjer,  som minder om en lille kampvogn, nogenlunde på størrelse med en bil, fortrinsvis til let infanteristøtte eller rekognoscering. 
I daglig tale kan det også simpelthen betyde en "lille tank".
Tanketter blev designet og bygget af en række lande mellem 1920-erne og 1940-erne og deltog i en række krigshandlinger (med begrænset succes) under 2. verdenskrig. Sårbarheden i deres lette pansring førte til, at konceptet blev opgivet. 

## Historie
Tanketter fandtes både i en- og tomandsmodeller, og nogle modeller blev bygget så lave, at føreren måtte ligge på maven. Nogle modeller var ikke udstyret med kanontårn (og det blev sammen med bælterne set som det, der definerede typen), eller blot et meget simpelt et med en hånddreven drejemekanisme. De tenderede mod at være bevæbnet med en eller to maskingeværer eller i sjældne tilfælde med en 20 mm kanon eller en mortér. 
De britiske Carden Loyd tanketter blev anset for at være de oprindelige og mest succesfulde designs, som mange andre modeller blev kopieret fra. Den franske pansrede rekognosceringstype fra 1930-erne (Automitrailleuses de Reconnaissance – 'maskingeværsbevæbnede spejderkøretøjer') var grundlæggende en tankette af udseende, men var i særlig grad tænkt til at observere foran hovedstyrken. Japan blev i mellemtiden en af de største brugere af tanketter og lavede en række brugbare modeller til brug i junglekrig. Ved indgangen til 2. verdenskrig var de imidlertid allerede forældede eller viste sig uegnede i deres tiltænkte rolle, og mange tanketter endte med at blive brugt som traktorer for artilleriet eller i forsyningsenheder. 

Konceptet blev senere opgivet på grund af dens begrænsede brugbarhed og sårbarhed overfor antitankvåben (eller blot almindelige maskingeværer) og dens rolle blev i store træk overtaget af panservogne. I 1990-erne så konceptet en renæssance i form af Wiesel 1, fra den tyske hær, som skulle give luftbårne tropper en pansret rekognosceringskapacitet en funktion som allerede var forsøgt med den russiske T-27 i 2. verdenskrig. Betegnelsen 'tankette' bruges imidlertid ikke om disse våben, som i stedet for kaldes luftlandefähiger Waffenträger i Bundeswehr).

## Eksempler
- Storbritannien: Carden Loyd tankette
- Frankrig: AMR 33 (med roterende tårn)
- Italien: L3/35
- Japan: Type 94 Te Ke (med roterende tårn)
- Polen: TKS/ TK-3
- Sovjetunionen: T-27
- Tyskland: Wiesel 1 (lignende moderne tysk model)